# Покровськ (Якутія)
Покро́вськ (якут. Покровскай, Эргис) — місто, адміністративний центр Хангаласького улусу Якутії, у центральній Якутії.
Місто на лівому березі Лени, за 78 км на південний захід від Якутська.
Після звільнення від відбування покарання в 1983 році в місті проживав Герой України В'ячеслав Чорновіл.

## Відомі особистості
В поселенні народився:
- Пудова Ірина Аркадіївна (* 1959) — якутська балерина.

## Джерело
- http://sakha.gov.ru/pokrovsk [Архівовано 2 березня 2014 у Wayback Machine.]

| Росія | Це незавершена стаття з географії Росії. Ви можете допомогти проєкту, виправивши або дописавши її. |